# غرانت ميجر
غرانت ميجر (بالإنجليزية: Grant Major)‏ هو مصمم إنتاجي نيوزلندي، ولد في 1955 في بالميرستون نورث في نيوزيلندا.

## وصلات خارجية
- غرانت ميجر على موقع IMDb (الإنجليزية)
- غرانت ميجر على موقع قاعدة بيانات الفيلم (الإنجليزية)